# Dolichopus idoneus
Dolichopus idoneus är en tvåvingeart som beskrevs av Van Duzee 1921. Dolichopus idoneus ingår i släktet Dolichopus och familjen styltflugor.
Artens utbredningsområde är Vermont. Inga underarter finns listade i Catalogue of Life.